# Маріта Ліндаль
Маріта Ліндаль ( фін. Marita Lindahl, 17 жовтня 1938 - 21 березень 2017) - переможниця конкурсу краси Міс Світу 1957, на якому представляла Фінляндію й перша представниця своєї країни, яка виграла цей титул. 
Ліндаль брала участь в конкурсі «Міс Європа» 1957 року народження, що пройшов у Баден-Бадені, і посіла друге місце.  
Експерти кажуть, що якби члени журі бачили у Ліндаль посмішку на губах, то вона б перемогла. 
Після вона брала участь в конкурсі «Міс Світу 1957». Конкурс пройшов у Лондоні, Велика Британія. 
Ерік Морлі описав Ліндаль як другу Грету Гарбо. 
Першою віце-міс стала Ліліан Мадсен з Данії, другою віце-міс - Адель Крюгер з ПАР і третьою віце-міс - Жаклін Тапіа з Тунісу.
Після конкурсу «Міс Світу» Ліндаль подорожувала по всьому світу і працювала в журналі Vogue. 
Їй пропонували ролі в кіно італійські режисери Федеріко Фелліні й Лукіно Вісконті. 
Однак Ліндаль визнала, що недостатньо талановита для кар'єри актриси, і це було б марною тратою часу.
1970 рік, Ліндаль познайомилася з Мартті Кірстеном (фін. Martti Kirstiehen) менеджером по професії, і вони одружилися в тому ж році. У наступному році у них народився син Мартін, і вони всією родиною переїхали в Англію, де Кірстен працював в рекламному бізнесі. 
З тих пір вони жили в Оксфорді.